# Ischnochiton lineolatus
Ischnochiton lineolatus är en blötdjursart som först beskrevs av de Blainville 1825.  Ischnochiton lineolatus ingår i släktet Ischnochiton och familjen Ischnochitonidae. Inga underarter finns listade i Catalogue of Life.